# Nederland op de Paralympische Winterspelen 2018
Nederland was een van de landen die deelnam aan de Paralympische Winterspelen 2018 in Pyeongchang, Zuid-Korea.

## Medailleoverzicht
| Sport       | Paralympiër        | Onderdeel                    | Medaille |
| ----------- | ------------------ | ---------------------------- | -------- |
| Alpineskiën | Jeroen Kampschreur | Supercombinatie, zittend (m) | Goud     |
| Snowboarden | Bibian Mentel      | Slalom, SB-LL2 (v)           | Goud     |
| Snowboarden | Bibian Mentel      | Snowboardcross, SB-LL2 (v)   | Goud     |
| Snowboarden | Lisa Bunschoten    | Snowboardcross, SB-LL2 (v)   | Zilver   |
| Snowboarden | Chris Vos          | Snowboardcross, SB-LL1 (m)   | Zilver   |
| Alpineskiën | Linda van Impelen  | Reuzenslalom, zittend (v)    | Zilver   |
| Snowboarden | Lisa Bunschoten    | Slalom, SB-LL2 (v)           | Brons    |

## Deelnemers en resultaten
(m) = mannen, (v) = vrouwen 

### Alpineskiën
| Paralympiër        | Onderdeel                    | Resultaat | Prestatie                                                           |
| ------------------ | ---------------------------- | --------- | ------------------------------------------------------------------- |
| Jeroen Kampschreur | Afdaling, zittend (m)        | DNF       | niet gefinisht                                                      |
| Jeroen Kampschreur | Slalom, zittend (m)          | DNF       | 1e run: 48,40 (1e) 2e run: niet gefinisht                           |
| Jeroen Kampschreur | Reuzenslalom, zittend (m)    | DSQ       | 1e run: gediskwalificeerd                                           |
| Jeroen Kampschreur | Super G, zittend (m)         | 7e        | 1.27,63 (+1,80)                                                     |
| Jeroen Kampschreur | Supercombinatie, zittend (m) | Goud      | Super G: 1.25,55 (3e) Slalom: 46,04 (1e) totaal: 2.11,59            |
| Niels de Langen    | Afdaling, zittend (m)        | 14e       | 1.31,40 (+7,29)                                                     |
| Niels de Langen    | Slalom, zittend (m)          | DNF       | 1e run: niet gefinisht                                              |
| Niels de Langen    | Reuzenslalom, zittend (m)    | DNF       | 1e run: niet gefinisht                                              |
| Niels de Langen    | Super G, zittend (m)         | 14e       | 1.29,85 (+4,02)                                                     |
| Niels de Langen    | Supercombinatie, zittend (m) | 8e        | Super G: 1.29,47 (11e) Slalom: 48,87 (4e) totaal: 2.18,34 (+6,75)   |
| Jeffrey Stuut      | Afdaling, staand (m)         | 19e       | 1.33,14 (+7,69)                                                     |
| Jeffrey Stuut      | Slalom, staand (m)           | DNF       | 1e run: niet gefinisht                                              |
| Jeffrey Stuut      | Reuzenslalom, staand (m)     | 12e       | 1e run: 1.11,31 (18e) 2e run: 1.09,86 (11e) totaal: 2.21,17 (+8,70) |
| Jeffrey Stuut      | Super G, staand (m)          | 16e       | 1.31,08 (+6,25)                                                     |
| Jeffrey Stuut      | Supercombinatie, staand (m)  | DNF       | Super G: 1.30,06 (12e) Slalom: niet gefinisht                       |
|                    |                              |           |                                                                     |
| Linda van Impelen  | Afdaling, zittend (v)        | DNS       | trok zich voor deelname terug                                       |
| Linda van Impelen  | Slalom, zittend (v)          | DSQ       | 1e run: 1.03,92 (7e) 2e run: gediskwalificeerd                      |
| Linda van Impelen  | Reuzenslalom, zittend (v)    | Zilver    | 1e run: 1.14,87 (2e) 2e run: 1.14,37 (7e) totaal: 2.29,24 (+2,71)   |
| Linda van Impelen  | Super G, zittend (v)         | 7e        | 1.42,83 (+8,07)                                                     |
| Linda van Impelen  | Supercombinatie, zittend (v) | DSQ       | Super G: 1.39,08 (7e) Slalom: gediskwalificeerd                     |
| Anna Jochemsen     | Afdaling, staand (v)         | DNF       | niet gefinisht                                                      |
| Anna Jochemsen     | Slalom, staand (v)           | 7e        | 1e run: 1.01,05 (7e) 2e run: 1.02,79 (5e) totaal: 2.03,84 (+8,38)   |
| Anna Jochemsen     | Reuzenslalom, staand (v)     | DNS       | trok zich voor deelname terug                                       |
| Anna Jochemsen     | Super G, staand (v)          | 6e        | 1.39,90 (+7,07)                                                     |
| Anna Jochemsen     | Supercombinatie, staand (v)  | DNF       | Super G: 1.37,47 (5e) Slalom: niet gefinisht                        |

### Snowboarden
| Paralympiër     | Onderdeel                  | Resultaat | Prestatie |
| --------------- | -------------------------- | --------- | --- |
| Chris Vos       | Slalom, SB-LL1 (m)         | 4e        | 1e run: 59,24 2e run: 54,28 (beste resultaat) 3e run: niet gefinisht                                                                                   |
| Chris Vos       | Snowboardcross, SB-LL1 (m) | Zilver    | kwalificatie: 1.03,13 (2e) kwartfinale: won van JPN Daichi Oguri halve finale: won van AUT Reinhold Schett finale: verloor van USA Mike Schultz        |
|                 |                            |           | |
| Bibian Mentel   | Slalom, SB-LL2 (v)         | Goud      | 1e run: 1.02,25 2e run: 1.00,42 3e run: 56,94 (beste resultaat)                                                                                        |
| Bibian Mentel   | Snowboardcross, SB-LL2 (v) | Goud      | kwalificatie: 1.07,51 (1e) halve finale: won van ESP Astrid Fina finale: won van NED Lisa Bunschoten                                                   |
| Lisa Bunschoten | Slalom, SB-LL2 (v)         | Brons     | 1e run: 1.04,18 2e run: 1.00,04 (beste resultaat) 3e run: 1.01,40                                                                                      |
| Lisa Bunschoten | Snowboardcross, SB-LL2 (v) | Zilver    | kwalificatie: 1.13,59 (2e) halve finale: won van NED Renske van Beek finale: verloor van NED Bibian Mentel                                             |
| Renske van Beek | Slalom, SB-LL2 (v)         | 4e        | 1e run: 1.16,85 2e run: 1.04,14 3e run: 1.02,21 (beste resultaat)                                                                                      |
| Renske van Beek | Snowboardcross, SB-LL2 (v) | 4e        | kwalificatie: 1.14,57 (3e) kwartfinale: won van USA Brittani Coury halve finale: verloor van NED Lisa Bunschoten b-finale: verloor van ESP Astrid Fina |